# Saint-Quentin-Fallavier
Saint-Quentin-Fallavier este o comună în departamentul Isère din sud-estul Franței. În 2009 avea o populație de 5.975 de locuitori.

## Evoluția populației
| An        | 1975  | 1982  | 1990  | 1999  | 2006  | 2009  |
| --------- | ----- | ----- | ----- | ----- | ----- | ----- |
| Populație | 4.069 | 4.321 | 4.977 | 5.841 | 6.111 | 5.975 |